# Ernst Schultz (Musiker)
Ernst Schultz (* 3. Oktober 1943 in Wreschen, Wartheland, heutiges Polen) ist ein deutscher Komponist, Musikproduzent, Sänger, Gitarrist und Keyboarder. Gemeinsam mit Sonny Hennig war er eine der treibenden Kräfte der Nürnberger Rockband Ihre Kinder.

## Diskografie
- 1965: Jonah & The Whales „It's great“
- 1970: Ihre Kinder „Leere Hände“
- 1971: Ihre Kinder „004 Jeans Cover“
- 1971: Ihre Kinder „Werdohl“
- 1972: Solo/Schultz „Paranoia Picknick“
- 1972: Solo/Hennig „Tränengas“
- 1977: Solo/Schultz „Irgendsoein Lied“
- 1977: Meistersinger & Ihre Kinder
- 1978: Meistersinger & Ihre Kinder „Die Fahrt zum Mond“
- 1981: Solo/Schultz „Glückliche Verlierer“
- 1982: Ihre Kinder „live '82“
- 1985: Ihre Kinder „heute“
- 2001: Schultz & Holger Stamm „Goo lep lap lai“
- 2009: Solo „Dylan: Deutsch - Es ändern sich die Zeiten“
- 2009: Solo/Schultz „Irgendsoein Lied“ digital remastered
- 2010: Die Drastischen Monastischen „Gesang der Freiheit“
- 2010: Ihre Kinder „heute („Die letzte Oper“)“,  digital remastered
- 2011: Ihre Kinder „004 Jeans Cover“ - remastered auf Vinyl - Real Jeans Cover